# Bocquillonia phenacostigma
Bocquillonia phenacostigma är en törelväxtart som beskrevs av Airy Shaw. Bocquillonia phenacostigma ingår i släktet Bocquillonia och familjen törelväxter. Inga underarter finns listade i Catalogue of Life.